# Siv Widerberg
Siv Widerberg, född Palmgren 12 juni 1931 i Bromma, död 24 december 2020 i Högalids distrikt i Stockholm, var en svensk författare och journalist.

## Biografi
Widerberg var dotter till Nils Palmgren och Gertrud Meyer samt dotterdotter till Adolf Meyer samt vidare syster till Lisbet Palmgren. Hon arbetade som småskollärarinna 1951–1955 och var journalist i Arbetaren 1955–1956 samt i tidningen Vi 1956–1965. Därefter verkade hon som frilansjournalist, debattör och författare.
Widerberg belönades 1978 med Nils Holgersson-plaketten för sin samlade produktion. Hon har medverkat i ett flertal antologier som till exempel versantologin I denna vida värld, 1993, tillsammans med Gunilla Lundgren, Barnens första bok och diktantologin Kärlek och uppror, 1989, tillsammans med Anna Artén. Widerberg erhöll Gulliverpriset 2001 och promoverades 2002 till hedersdoktor vid fakulteten för lärarutbildning vid Umeå universitet. Hon satt även i Svenska barnboksakademien.

## Priser och utmärkelser
- 1968 – Litteraturfrämjandets stipendiat
- 1978 – Nils Holgersson-plaketten för "sin samlade produktion"
- 1983 – Astrid Lindgren-priset
- 2001 – Gulliver-priset
- 2001 – Sigtunastiftelsens författarstipendium
- 2005 – Astrid Lindgrens Värld-stipendiet
- 2007 – Rebells Fredspris för "sitt arbete med gömda barns rättigheter"
- 2011 – Eldsjälspriset

### Uppslagsverk
- Vem är vem i svensk litteratur. ISBN 91-518-3294-1